# Bernice Ackerman
Bernice Ackerman (1925-1995) va ser una meteoròloga estatunidenca; coneguda per ésser la primera meteoròloga als Estats Units i la primera dona meteoròloga en el Laboratori Nacional Argonne.

## Primers anys i educació
Abans d'assistir a la universitat, Ackerman va ser observadora del temps i de vols per al Dones acceptades per a Servei voluntari d'emergència a la Segona Guerra Mundial. Ackerman va assistir a la Universitat de Chicago, on va rebre una llicenciatura en meteorologia el 1948, el 1955, un mestratge, i finalment el 1965 el seu doctorat en ciències geofísiques.

## Carrera i investigacions
Després d'obtenir la seva llicenciatura, va obtenir un càrrec com a meteoròloga e hidròloga en el Servei Meteorològic Nacional dels Estats Units, on treballaria fins al 1953. Després, va ser professional del Laboratori Nacional Argonne, on va ser l'única dona que va investigar en el seu Laboratori de Física de Núvols, un projecte conjunt amb la Universitat de Chicago. Després d'obtenir el seu doctorat, Ackerman es va convertir en professora ajudant en la Universitat de Texas A&M; i, el 1967, va ser promoguda a professora associada, va ensenyar física dels núvols i meteorologia de la capa límit. Al 1970, va deixar la Texas A&M, retornant a Argonne per dos anys, per finalment anar-se'n a la Oficina de l'aigua de l'Estat d'Illinois en la Universitat d'Illinois a Urbana-Champaign, on va romandre fins a 1989, per finalment convertir-se en cap de la secció de meteorologia.

## Algunes publicacions
- Bernice Ackerman. 1975. METROMEX urban-rural winds-aloft measurements: double-theodo lite pilot-balloon runs, August 1971, St. Louis, Missouri, v. 75, punto 1 de ANL/RER, Argonne National Laboratory Radiological & Environmental Research Division. Ed. Atmospheric Physics Section, Radiological & Environmental Res. Division, Argonne National Laboratory, 391 p.

- -----------------------. 1963. The Distribution of Liquid Water in Hurricanes, punto 62. U.S. Weather Bureau, 41 p.

- -----------------------. 1956. Characteristics of summer radar echoes in Arizona. Sci. Rep. 11, Inst. Atmos. Phys., Univ. of Ariz., Tucson.

## Honors

### Associacions professionals
- Associació americana per l'avanç de la ciència
- American Meteorological Society
- Unió Americana de Geofísica